# Nelson (prenume)
Nelson este un prenume masculin, purtat de:
- Omar Nelson Bradley (1893-1981), general american
- Nelson Rockefeller (1908-1979), politician american
- Nelson Mandela (1918-2013), politician sud-african
- Jason Robards, născut Jason Nelson Robards (1922-2000), actor american
- Nelson Trad (1930-2011), politician brazilian
- Nelson Piquet (n. 1952), pilot brazilian de Formula 1
- Nelsonho Trad (n. 1961), politician brazilian
- Nélson Luís Kerchner (n. 1962), fotbalist brazilian
- Nelson Frazier Jr. (1971-2014), wrestler profesionist american
- Nélson de Jesus Silva, cunoscut ca Dida (n. 1973), fotbalist brazilian
- Nelson Cabrera (n. 1983), fotbalist paraguayan
- Nelson Haedo Valdez (n. 1983), fotbalist paraguayan
- Nelson Piquet, Jr. (n. 1985), pilot brazilian de Formula 1

|  | Acastă pagină se referă la un prenume. Eventual vezi legături interne. |